# Posucice (gromada)
Posucice – dawna gromada (najmniejsza jednostka podziału terytorialnego Polskiej Rzeczypospolitej Ludowej w latach 1954–72) z siedzibą GRN w Posucicach.
Gromady, w których gromadzkie rady narodowe (GRN) były organami władzy najniższego stopnia na wsi, funkcjonowały od reformy reorganizującej administrację wiejską przeprowadzonej jesienią 1954 do momentu ich zniesienia z dniem 1 stycznia 1973, tym samym wypierając organizację gminną w latach 1954–1972.
Gromadę Posucice z siedzibą GRN w Posucicach utworzono w powiecie głubczyckim w woj. opolskim, na mocy uchwały nr VII/19/54 WRN w Opolu z dnia 4 października 1954 (ogółem gromad na obszarze Polski zostało utworzonych 8759). W skład jednostki weszły obszary dotychczasowych gromad Posucice, Wódka, Jędrychowice i Dzbańce ze zniesionej gminy Włodzienin w tymże powiecie. Dla gromady ustalono 10 członków gromadzkiej rady narodowej.
Gromadę zniesiono 31 grudnia 1961, a jej obszar włączono do gromad: Branice (wieś Posucice), Nasiedle (wieś Wódka)  i Włodzienin (wsie Dzbańce i Jędrychowice) w tymże powiecie.